# Rodrigo Fernandes Alflen
Rodrigo Fernandes Alflen, mais conhecido como Rodrigão (Santos, 14 de junho de 1978) é um ex-futebolista brasileiro, que atuava como atacante.
Rodrigão era um centroavante de área que tinha como ponto forte as finalizações.

## Carreira

### Jogador
Iniciou a sua carreira nas categorias de base do Santos em 1995 e defendeu o clube paulista até se tornar profissional em 1999 pela mesma equipe, sendo emprestado por um período de 3 meses para o Jabaquara Atlético Clube, time da cidade.
Retornando ao Santos, logo em seu primeiro ano como profissional, chegou à final do Torneio Rio - São Paulo contra o Vasco e foi convocado para a Seleção Brasileira Sub-23, em um amistoso contra os Estados Unidos, no Estádio Mané Garrincha, em Brasília. Após sofrer o pênalti, o jovem atacante converteu a cobrança em gol, ajudando a Seleção na vitória por 7 a 0.
Em 2000, foi emprestado para o Sport Club Internacional onde teve o melhor momento da sua carreira e devido ao faro de goleador, acabou recebendo o apelido de Rodrigol, pela torcida colorada. Nesse mesmo ano, foi convocado para a Seleção Olímpica para a disputa das Olimpíadas de Sidney. Porém, acabou sendo cortado, devido à uma lesão. As suas boas atuações no time colorado, despertaram o interesse de diversas equipes, fazendo com que, o Santos pedisse o seu retorno em 2001. 
Formando o ataque ao lado de Dodô e Deivid, levou o time as semifinais do Campeonato Paulista, sendo eliminado para o Corinthians. Em julho, acabou sendo vendido para o futebol francês. Pelo Santos, foram 20 gols em 54 jogos, entre 1999 e 2001.
No Saint-Étienne, jogou apenas 1 temporada. Retornou ao Brasil e jogou no Botafogo e Guarani. Sua passagem pelo time de Campinas, fez com que o atleta retornasse ao futebol europeu. No Marítimo, conseguiu ajudar a equipe à se classificar para a Taça UEFA. Devido à uma lesão no joelho, rescindiu com a equipe portuguesa, perto de encerrar o seu contrato. Fez o tratamento no Santo André, e após recuperação, disputou o Campeonato Paulista, Brasileirão Série B e a Libertadores da América, sendo vice artilheiro da competição e se tornando o goleador do time na temporada. Foi negociado com o Atlético-PR.
Diagnosticado com Hepatite C, ficou sem atuar por 10 meses. Em seu retorno, foi para o Al-Hilal, onde além de chegar à final do Campeonato Árabe, classificou o time para a segunda fase da Liga dos Campeões da Ásia. Voltou ao futebol brasileiro para jogar pelo Palmeiras, por 6 meses em 2007, com 16 partidas e seis gols. Por conta de um imbróglio entre Palmeiras e Atlético-PR, foi obrigado a voltar ao Atlético-PR no início de 2008. Pouco aproveitado pelo clube paranaense, foi emprestado ao Vitória, sendo Campeão Baiano e melhor jogador da competição. 
Em 2008, fechou contrato com o Guaratinguetá, para a disputa do Paulistão.
No segundo semestre de 2009, se transferiu para o Indios de Ciudad Juárez, do México, para o Torneio Apertura 2009.
Em 2010, jogou no Santo André, chegando à final do Paulistão, contra a equipe do Santos.
Em fevereiro de 2011 assinou com a Associação Atlética Anapolina, mas devido a uma lesão no tendão calcâneo ficou afastado realizando tratamento no Corinthians. 
Em 2012, obteve a conquista da Divisão de Acesso para o Gauchão, com o Clube Esportivo Aimoré.
Atuou na Portuguesa Santista, em 2013 e Jabaquara em 2014.
Teve rápida passagem pelo São Carlos Futebol Clube, em 2015, retornando à Briosa em 2016, onde além de Gestor, atuou em algumas partidas. 

### Fora de campo
Em 2017, participou de alguns jogos do Indoor Santos. 
Desde 2020 vem trabalhando no departamento de futebol do Jabaquara.

## Vida pessoal
Entre 2005 e 2010 manteve um relacionamento com a jogadora de basquete Hortência.

## Títulos
Vitória
- Campeonato Baiano: 2008